# Caulobacteraceae
Caulobacteraceae é uma família de bactérias da ordem Caulobacterales e do filo Proteobacteria.